# Brécey
Brécey – miejscowość i gmina we Francji, w regionie Normandia, w departamencie Manche.
Według danych na rok 1990 gminę zamieszkiwało 2029 osób, a gęstość zaludnienia wynosiła 97 osób/km² (wśród 1815 gmin Dolnej Normandii Brécey plasuje się na 97. miejscu pod względem liczby ludności, natomiast pod względem powierzchni na miejscu 111.).